# Bregalnica
La Bregalnica (en macédonien : Брегалница) est un cours d'eau de l'est de la Macédoine du Nord et un affluent gauche du Vardar.

## Géographie
La Bregalnica prend sa source dans la montagne de Maléchévo, près de la frontière de la Bulgarie, à 1 720 m d'altitude et se jette dans le Vardar à une altitude de 137 m. 
Avec 225 km de longueur[réf. nécessaire], c'est l'affluent le plus long du Vardar. Elle traverse deux régions : la région de l'Est et la région du Vardar.
Elle se jette dans le Vardar près de Gradsko, au centre du pays. 

### Bassin versant
La Bregalnica draine un bassin de 4 307 km2[réf. nécessaire] et traverse les villes de Berovo, Deltchevo et Chtip. 

## Affluents
Elle possède elle-même plusieurs affluents : 
- la Svetinikolska, 35 km ;
- la Zletovska, 32,8 km pour un bassin versant de 218,72 km2 ;
- la Kotchanska, 34 km.

## Hydrologie
La pente moyenne de la rivière est de 7 % et son débit moyen est de 28 m3/s[réf. nécessaire].

## Aménagements et écologie
La Bregalnica est coupée par plusieurs barrages qui forment des lacs artificiels comme le lac de Kalimanci. Elle irrigue de nombreux espaces agricoles, comme les rizières de Kotchani.

## Histoire
La bataille de Bregalnica opposa les Serbes aux Bulgares pendant la Deuxième guerre balkanique (30 juin – 1er juillet 1913). Les Serbes remportèrent la bataille.